# Seville Grove
Seville Grove är en del av en befolkad plats i Australien. Den ligger i kommunen Armadale och delstaten Western Australia, omkring 24 kilometer sydost om delstatshuvudstaden Perth. Antalet invånare är 7 065.
Runt Seville Grove är det ganska tätbefolkat, med 100 invånare per kvadratkilometer.. Närmaste större samhälle är Armadale, nära Seville Grove. 
Runt Seville Grove är det i huvudsak tätbebyggt. Genomsnittlig årsnederbörd är 951 millimeter. Den regnigaste månaden är september, med i genomsnitt 168 mm nederbörd, och den torraste är februari, med 12 mm nederbörd.